# 克里斯·卡特 (外野手)
威廉·克里斯多夫·卡特（William Christopher Carter，1982年9月16日—出生於加利福尼亞州費利蒙）是日本職棒埼玉西武狮的球員，他可以守外野，也可以守一壘。

## 高中時期
卡特2001年畢業於加利福尼亞州康科德的德拉薩高中。卡特的父親比爾·卡特是他高中棒球隊的教練。卡特在高中最後一年打擊率高達5成71，並且全壘打數領先全聯盟，他獲得了他所在球隊和灣區運動聯盟的最有價值球員稱號。當年他還被美國棒球雜誌選入全美第一隊。

## 大學時期
卡特高中畢業後，進入斯坦福大學就讀，主修人類生物學。2002年他獲得了斯坦福大學年度最有價值新人的榮譽。卡特還幫助球隊在2002年和2003年兩次進入大學世界系列賽八強。當時他在隊裡主要擔任指定打擊的位置，偶爾會去守外野。

## 小聯盟生涯
2004年亞利桑那響尾蛇在大聯盟選秀大會中第17輪（第506順位）挑中卡特。卡特這一年在響尾蛇短1A的雅吉瑪熊和1A的南彎銀鷹效力。2005年賽季中期他升上了2A的田納西煙山，2006年升上了3A的土桑角響尾蛇。
在他表達了想要轉會的意願之後，2007年8月21日響尾蛇隊把卡特交換到了華盛頓國民。緊接著他又被送到了波士頓紅襪，用來交換威利·莫·佩尼亞（Wily Mo Peña）。在這些交易之後，卡特來到了紅襪3A的波塔基特紅襪。

## 大聯盟生涯
2008年6月5日，卡特首度在大聯盟登場。當時紅襪主場對陣坦帕灣光芒，可可·克裡斯普在第二局被驅逐出場，卡特頂替了他的位置。卡特在那場比賽中3個打數擊出2支安打，並得到兩分。比賽之後卡特又被送回了3A。9月份利用大聯盟擴編的機會，卡特回到了大聯盟。這個賽季他在大聯盟一共出場9次，18個打數擊出6支安打，有3分打點。
2009年卡特大部分時間仍在小聯盟度過。賽季結束後，他被交易到紐約大都會。

## 職棒生涯成績
| 赛季  | 球队  | 比赛 | 打席 | 打数 | 得分 | 安打 | 二垒打 | 三垒打 | 全垒打 | 打点 | 盗垒 | 盗垒失败 | 保送 | 三振 | 打击率 | 上垒率 | 长打率 | OPS  |
| 2008  | BOS   | 9    | 20   | 18   | 5    | 6    | 0      | 0      | 0      | 3    | 0    | 0        | 2    | 5    | .333   | .400   | .333   | .733 |
| 2009  | BOS   | 4    | 6    | 5    | 0    | 0    | 0      | 0      | 0      | 1    | 0    | 0        | 0    | 4    | .000   | .000   | .000   | .000 |
| 2010  | NYM   | 100  | 180  | 167  | 15   | 44   | 9      | 0      | 4      | 24   | 1    | 2        | 12   | 17   | .263   | .317   | .389   | .706 |
| 3赛季 | 3赛季 | 113  | 206  | 190  | 20   | 50   | 9      | 0      | 4      | 28   | 1    | 2        | 14   | 26   | .263   | .316   | .374   | .689 |

## 外部連結
- 球員資訊和成績在MLB，ESPN，Baseball-Reference，Fangraphs，The Baseball Cube（英文）
- 小聯盟官網上的數據及資料 （页面存档备份，存于）
- Baseball Reference上的小聯盟數據
- 斯坦福大學時期的數據[永久]